# Appalachian Spring
Appalachian Spring és un ballet compost per Aaron Copland el 1944. Coreografiat per Martha Graham a partir d'un poema de Hart Crane, es va crear el 30 d'octubre de 1944 a la Biblioteca del Congrés dels Estats Units de Washington.
Com que la fossa de l'orquestra era estreta, l'orquestració original només tenia 9 cordes, clarinet, flauta i fagot. La peça seria posteriorment transcrita pel compositor per a una orquestra simfònica. El treball va ser encarregat i patrocinat per Elizabeth Sprague Coolidge.
El ballet explica la història dels pioners nord-americans a l'alba del segle xix. Els temes principals es basen en gran manera en la música tradicional de l'època, en particular el Shaker Dance, que serveix d'enllaç melòdic entre els vuit moviments de la peça.

## La música
La peça està dividida en 8 moviments, associats a escenes del ballet:
1. Molt lenta (largissimo), presentació dels personatges, cadascun associat a un instrument
2. Vivaç (vivace)
3. Moderato, duet per a una núvia i el seu pretendent – escenari de tendresa i passió
4. Allegro, tema folk, estil country
5. Encara més ràpid, Still faster, ball en solitari
6. Molt lent (reprèn)
7. Ball de coctelera, escenes d'activitat diària il·lustrades amb música tradicional (temàtica de clarinet seguida de 5 variacions orquestrals). Edward D. Andrews va publicar aquesta melodia com The Gift to Be Simple, també coneguda com Simple Gifts
8. Largo (coda), repetició del tema inicial.

## Discografia
- Leonard Bernstein, Orquestra Filharmònica de Nova York (Sony SMK 63082).
- Orquestra de cambra Orpheus (Deutsche Grammophon 427 335-2 GH).
- Stephen Gunzenhauser, Orquestra Simfònica de la Ràdio Txecoslovaca (NAXOS 8.550282)
- Antal Doráti, Orquestra Simfònica de Minneapolis (Mercury SR90246 i reeditat 434 301-2)